# Lancia Aurelia berlina
La Lancia Aurelia è una autovettura prodotta dalla Lancia dal 1950 al 1958, più in particolare le berline vengono costruite dal 1950 al gennaio 1956.

## Storia e caratteristiche

### Prima serie
La Aurelia viene presentata al pubblico al Salone dell'automobile di Torino che si apre il 4 maggio 1950: già in quella prima occasione, oltre alla berlina di serie (tipo B10) viene esposto l’autotelaio a pianale per i carrozzieri (tipo B50) e la versione Cabriolet dovuta a Pininfarina (realizzata appunto sulla base dell'autotelaio B50). Dell'Aurelia vi furono poi le versioni per così dire “derivate”, come le coupé B20 e le spider B24.
Sin dal suo apparire, l'Aurelia desta scalpore, anche perché, assieme alle contemporanee Alfa Romeo 1900 e Fiat 1400, rappresenta il primo prodotto automobilistico italiano veramente “nuovo” del dopoguerra. Negli anni dal 1946 al 1949, infatti, non pochi modelli Fiat, Lancia ed Alfa Romeo, sono stati oggetto di ammodernamenti, anche degni di interesse, ma in nessun caso si è potuto parlare di un qualcosa che veramente chiudesse col passato.

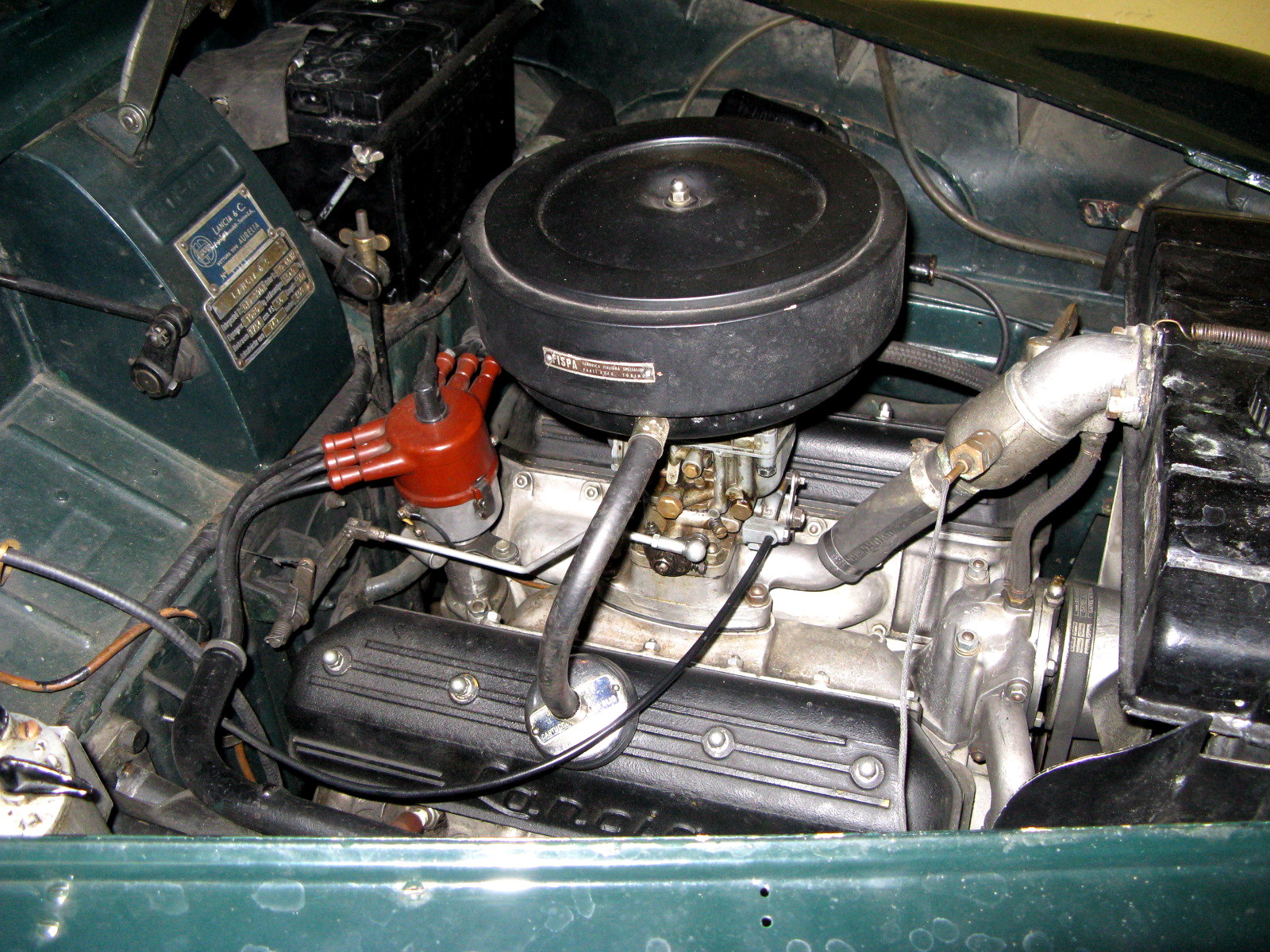
Il motore

Il motore dell'Aurelia B10 è un 6 cilindri a V di 60º; stando ai tecnici e agli esperti dell'epoca, i vantaggi che sarebbero propri di questa inusuale disposizione (ripresi da un articolo apparso sulla rivista Auto Italiana erano: un minor ingombro (motore più corto) con possibilità di utilizzare albero motore e basamento rigidi e leggeri; la possibilità di impiegare un solo albero a camme, corto, con aste corte per comandare i bilancieri delle valvole; la possibilità di avere una buona alimentazione, anche impiegando un solo carburatore; una ottimale disposizione dei collettori di scarico (uno per lato).
La cilindrata è di 1754,90 cm³ (alesaggio mm 70, corsa mm 76), il blocco motore è in lega leggera, le canne cilindri sono in ghisa (ricambiabili), le testate in lega d'alluminio con sedi delle valvole in ghisa, l'albero motore (molto corto) è in acciaio speciale, temprato, contrappesato e ruota su 4 supporti in bronzo: il diametro dei perni di banco è di 55 mm, quello dei perni di manovella di 45 mm. I cuscinetti di banco e di biella sono in bronzo e guarniti d'antifrizione. Le bielle sono in acciaio stampato. I pistoni sono in lega d'alluminio, con cinque anelli (tre di compressione e due raschiaolio).
Le altre caratteristiche del propulsore sono: la distribuzione è ad albero a camme centrale (posto cioè nell'angolo formato dalle due file di cilindri) mosso da una catena doppia, a rulli (mantenuta in tensione da un pignone il cui supporto, scorrevole, è caricato dalla pressione esistente nei condotti di lubrificazione del motore); le valvole sono in testa, inclinate di 26º rispetto all'asse del cilindro, mosse da bilancieri (in acciaio speciale, molto corti) e da aste (tubolari, in duralluminio). Ogni coppia di bilancieri è sopportata da un paio di cuscinetti in ghisa. Per contenere la larghezza del motore, le valvole, inclinate tra loro, vengono posizionate in linea con l'asse dei cilindri. Il registro del gioco del comando della valvola si effettua con vite a testa sferica e dado, sul braccio del bilanciere azionato dall'asta.
La lubrificazione è forzata, con pompa dell'olio azionata da un alberino verticale calettato sul retro dell'albero a camme. Il filtro olio è del tipo “a cartuccia”. Il collettore di aspirazione è riscaldato dall'acqua del radiatore. L'alimentazione è a mezzo di pompa meccanica a membrana. Il carburatore è un Solex invertito doppio corpo (30AAI) munito di dispositivo d'avviamento (starter) e di arricchitore (che mantiene la miscela “ricca” finché il motore non si è scaldato).

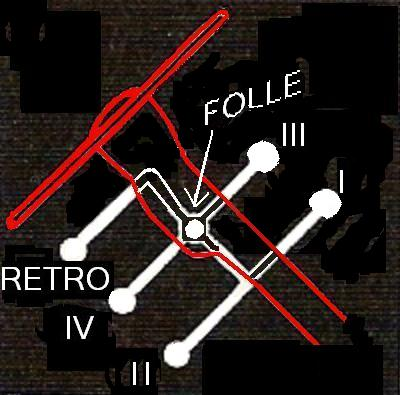
Schema delle posizioni del cambio al volante dell'Aurelia berlina con guida a destra

Schema delle posizioni del cambio al volante dell'Aurelia berlina con guida a sinistra

La accensione è a spinterogeno e l'ordine di accensione dei cilindri è: 1-4-3-6-5-2. Le candele (diametro mm 14 e lunghezza della parte filettata di mm 18) sono situate al di fuori della “V” dei cilindri, sono disposte radialmente nella camera di combustione, a 27º rispetto all'asse del cilindro. La potenza di questa unità motrice non è molto elevata (56 CV totali, corrispondenti a 32 CV/litro scarsi), al pari del valore del rapporto di compressione (6,85:1) e del regime di rotazione (la potenza massima è erogata a 4.000 giri/minuto, ma il motore può ruotare fino a 4.500-4.700 giri/minuto). Notevole per contro l'elasticità di marcia, grazie al valore della coppia motrice massima (10,8 kgm ad un regime di rotazione compreso tra 2.500 e 3.000 giri/minuto). L'impianto di raffreddamento, ad acqua con pompa (circolazione forzata) è regolato da due termostati, uno posto sulla tubazione (che ha il compito di non lasciar circolare l'acqua sino a quando non abbia raggiunto una certa temperatura) e l'altro posizionato sul radiatore (per comandare la persiana regolatrice, che si apre quando la temperatura dell'acqua sorpassa un determinato valore). Il radiatore è del tipo a lamelle. Da rilevare che il motore dell'Aurelia ha dei passaggi d'acqua che, nelle zone più critiche quali le sedi delle valvole, sono molto grandi. L'impianto di raffreddamento è completato dal consueto ventilatore ausiliario a 3 pale. Il motore è fissato alla scocca su quattro blocchi di gomma, necessari a garantire la migliore trasmissione al gruppo frizione-cambio-differenziale posizionato al retrotreno. La massa del motore, completo di dinamo e motorino d'avviamento, è contenuta a 145 kg.
Nella trasmissione (con trazione classica sulle ruote posteriori), una grossa innovazione è data dal fatto che frizione, cambio e differenziale vengono realizzati in gruppo unico, ancorato al telaio e disposto al retrotreno: in questo modo si aumenta il peso gravante sulle ruote posteriori, si diminuisce quello gravante sulle ruote anteriori e si migliora l'abitabilità in quanto viene ad essere eliminata la protuberanza per il cambio tra gli occupanti del sedile anteriore.
L'albero di trasmissione è in due tronchi, con tre supporti (due alle estremità ed uno centrale, tutti flessibili, con 6 settori di gomma). La frizione è monodisco a secco. La scatola del cambio è in lega leggera ed in un solo pezzo ed ha la coppa inferiore smontabile. Il cambio è a quattro rapporti più retromarcia, con i tre rapporti superiori (ad ingranaggi sempre in presa) muniti di sincronizzatori. I rapporti al cambio sono: prima marcia 2,86:1, seconda 1,84, terza 1,24 e quarta (moltiplicata) 0,86, la marcia indietro è 3,61:1. Gli ingranaggi della retromarcia e della prima marcia sono a denti dritti, tutti gli altri a denti inclinati e sempre in presa. Il comando del cambio è al volante. Il rapporto finale di riduzione è di 4,889:1 dal momento che la coppia conica Gleason ha un pignone di 9 denti e una corona di 44 (altre fonti dicono 4,70:1 con pignone da 10 denti e corona da 47 denti). I semiassi sono muniti di giunti interni a scorrimento, necessari per compensare il variare della lunghezza durante il movimento della sospensione, mentre all'estremità esterna vi sono dei giunti universali ad aghi Hooke, sistemati all'interno dei mozzi delle ruote. I mozzi delle ruote posteriori hanno cuscinetti di grandi dimensioni per poter ospitare i particolari giunti ad aghi Hooke di cui s'è detto.
L'impianto frenante d'esercizio (a pedale) è idraulico, con i tamburi dei freni posteriori posizionati all'uscita del differenziale per ridurre le masse non sospese e per un miglior raffreddamento. Il freno a mano, di stazionamento, agisce sulle ruote posteriori, mediante comandi meccanici.
Per quanto riguarda le sospensioni: per l'avantreno viene mantenuto il classico schema Lancia a ruote indipendenti, elemento a colonna verticale (leggermente inclinata verso la ruota ed incorporante molla elicoidale ed ammortizzatore idraulico), barra di accoppiamento tra le due ruote), mentre al retrotreno si finisce con realizzare un sistema di sospensione a ruote indipendenti, diverso e fors'anche più semplice rispetto a quello della progenitrice, con triangoli obliqui, molloni elicoidali ed ammortizzatori idraulici a braccio esterno (sistema Armstrong).
Lo sterzo è a vite senza fine e ruota elicoidale (i tiranti hanno boccole elastiche e snodi a sfera), la posizione di guida normale è a destra (solo a partire dal 1951 è prevista la possibilità di ottenere la guida a sinistra e le vetture con tale caratteristica vengono contraddistinte dal suffisso “S” a seguire la normale sigla del modello).
L'impianto elettrico è a 12 Volt, con dinamo di 200 Watt e batteria da 50 Ampere.

Vano bagagli

Posto di guida

La carrozzeria è realizzata in parte in alluminio (porte, paraurti, parafanghi posteriori, cofano, sportello baule-bagagliaio, piano bagagli) ha 4 porte (senza montante centrale), 4 luci, 5-6 posti, ha i vetri del parabrezza e del lunotto in cristallo curvo; elaborata “in casa”, è caratterizzata da una linea assai sobria ed elegante, probabilmente ispirata da quella di una Aprilia carrozzata da Pininfarina nel periodo 1946-1948, ma ulteriormente ammodernata ed addolcita. Il passo è di 286 cm, le carreggiate anteriori e posteriori di 128 e 130 cm rispettivamente, la lunghezza complessiva è di 442 cm, la larghezza di 156 cm, l'altezza di 150 cm, l'altezza minima dal suolo è di 15 cm. Il diametro di sterzata è di m 10,70. Le ruote hanno cerchio 165x400 a base allargata (4.50x16 per l'esportazione) mentre gli pneumatici sono da 165x400 (5.50x16 per l'esportazione). La gamma colori iniziale prevede sei tinte: nero, blu, grigio, nocciola, verde, amaranto.

Sedili posteriori

Malgrado il largo impiego dell'alluminio, l'Aurelia B10 ha un peso non indifferente (1080 kg a vuoto, con accessori e ruota di scorta e circa 1150 kg con vettura rifornita), per cui le prestazioni velocistiche non appaiono, in questa prima versione, particolarmente brillanti: secondo quanto dichiarato dalla Casa, la velocità massima della B10 è di 135 km/h ed il suo consumo (calcolato secondo le norme CUNA, vale a dire misurato in piano ed in IV marcia, ad una velocità costante pari ai 2/3 di quella massima) è di 10,5 litri ogni 100 km mentre la pendenza massima superabile in prima marcia a pieno carico, è dell'ordine del 28%.
Nella Aurelia – ed in particolare in questa prima versione B10 - vengono privilegiate le doti di confortevolezza (silenziosità, morbidezza delle sospensioni), di lusso (arredamento interno e tessuto in panno in particolare) e la elasticità di marcia (ovvero la capacità di riprendere da basse velocità anche mantenendo inserite le marce superiori).
L'Aurelia viene accolta con successo, malgrado un prezzo di listino che, al momento del lancio, è già di 1.830.000 Lire (per la berlina di serie). Meno di un anno dopo, nel gennaio 1951, tutte le vetture italiane subiscono un aumento, e la berlina B10 passa così a 2.038.000 Lire, prezzo che, da allora fino al termine della commercializzazione (marzo-aprile 1954) subirà solo piccole variazioni insignificanti.

L'Aurelia B21

Al Salone di Torino del 1951, quindi dopo circa un anno di produzione, in concomitanza con l'uscita del coupé B20, la berlina Aurelia si sdoppia, nel senso che l'acquirente può scegliere il motore da adottare: il B10 da 1,8 litri e 56 CV oppure la versione potenziata da 2 litri di cilindrata, denominata B21, che monta un propulsore da 69,5 CV di potenza analogo a quello che equipaggia il coupé B20 (che tuttavia è leggermente più potente, erogando 75 CV). Le prestazioni velocistiche della B21 naturalmente migliorano e la vettura può raggiungere i 145 km/h.

L'Aurelia B22

La gamma della “prima serie” Aurelia si amplia ulteriormente all'inizio dell'autunno 1952, quando alla B10 ed alla B21 si aggiunge il modello B22, una “due litri” (come la B21) notevolmente potenziata (90 CV nella versione di serie posta in commercio). Alla creazione di questo modello berlina d'intonazione sportiva si giunge sulla spinta dei successi sportivi ottenuti dalle Aurelia B20 e B21 nel 1951 e nei primi mesi del 1952, successi che però sono messi seriamente in pericolo dall'incombente rivale Alfa Romeo 1900, agguerritissima specialmente nella sua ultima versione TI (Turismo Internazionale).
Nata con intenti agonistici, la B22 armonizza assai bene un corpo vettura sobrio, elegante, quasi lussuoso, con un propulsore dalle prestazioni rilevanti (la velocità massima supera i 160 km/h). La carriera agonistica della B22, che sembra potersi opporre con una certa efficacia all'Alfa Romeo, si interrompe però nel 1953, quando sorge una diatriba con la Casa milanese e con la Commissione Sportiva Automobilistica Italiana (CSAI) a proposito della validità di omologazione: per qualche mese, la CSAI inibisce sia alla B22 della Lancia che alla TI dell'Alfa la partecipazione alle gare nella categoria Turismo e, alla fine, Gianni Lancia decide di sospendere la partecipazione diretta della Casa alle corse di questa categoria e, forse per tagliare la testa al toro, nel 1954 presenta la seconda serie dell'Aurelia, unificata, meno sportiva e, soprattutto, munita di un motore di quasi 2300 cm³ che di fatto preclude alla vettura la partecipazione alle gare di velocità.
La prima serie Aurelia, dunque, vive soltanto 4 stagioni, dal 1950 al 1953: in quattro anni la gamma si è ampliata e da un solo modello (1950), si è passati a due (1951) ed infine a tre (a partire dalla fine del 1952), ma le modifiche apportate in corso di produzione sono state poche e di minore importanza (oltre ad un lieve aumento del rapporto di compressione, da 6,85:1 a 7,00:1 abbiamo, nel 1951, le frecce direzionali sostituite dalle luci lampeggianti; nell'autunno 1952, si registrano modifiche al disegno della calotta dei fanali anteriori, ed una colorazione quadri strumentazione in tonalità più chiara).

La berlina "lunga" a 6 luci, tipo B15, uscita nel 1952

L'Aurelia B15 al Salone di Torino

Per la verità un quarto modello, denominato B15, è stato costruito, sia pure in quantità estremamente limitata, tra l'aprile 1952 ed il giugno 1953: si tratta di una berlina-limousine allungata (passo cm 325 anziché 286 e lunghezza cm 481 anziché 442) a 6 luci, 6-7 posti, con strapuntini e divisorio, creata per un utilizzo di rappresentanza oppure per noleggio da rimessa. La linea della vettura ricalca quella della B10 ma risulta meno armoniosa. Data anche la particolare destinazione d'uso della vettura, la produzione (sub-appaltata alla carrozzeria Bertone) è di appena 81 esemplari.
La produzione della prima serie Aurelia si arresta dopo 10.386 unità (5451 B10, 3780 B21, 1074 B22 e 81 B15): a titolo di curiosità, di queste 10.386 vetture, 9132 vengono consegnate con la tradizionale per i tempi guida a destra e soltanto 1.254 clienti richiedono la guida a sinistra.

### Seconda serie

L'Aurelia seconda serie, la B12 del 1954

L'Aurelia B12 del 1954

Il 1953 è un anno cruciale per la Lancia, che si getta a capofitto nel campo delle competizioni: le rinnovate coupé B20 si affermano quasi ovunque, i modelli “sport” creati per le gare su lunga distanza colgono successi in serie e "rischiano" di aggiudicarsi il Campionato del Mondo di quella categoria, mentre è addirittura imminente l'uscita di una monoposto di Formula Uno (che vedrà la luce nel '54). Qualche problema giunge invece dalle berline, cui tra l'altro vengono imputate manchevolezze di finitura e, in generale, una costruzione poco accurata che scontenta i "lancisti".

La luce per la retromarcia

La carriera agonistica della B22, che sembrava potersi opporre con una certa efficacia all'Alfa Romeo, si interrompe appunto nel 1953 in seguito alla decisione di Gianni Lancia che sospende la partecipazione diretta della Casa alle corse di questa categoria. A questo punto viene varato il lancio di una nuova serie della berlina Aurelia (la seconda serie), che, abbandonata ogni velleità agonistica, si caratterizza soprattutto per il comfort e per la accuratezza di finitura.

La nuova "coda" più pronunciata

Alla fine del 1953 cessa la produzione delle Aurelia berlina (e degli autotelai) da 1,8 e da 2 litri, nei primi mesi del 1954 sulla stampa specializzata viene preannunciata la nuova serie di Aurelia (la stessa Casa torinese fa pubblicare inserzioni in tal senso) e al Salone dell'automobile di Torino inaugurato il 21 aprile 1954, vede la luce questa nuova berlina (designazione di fabbrica B12), che viene prodotta in un'unica versione.
Il primo dato che salta agli occhi è l'incremento della cilindrata oltre la soglia dei due litri (esattamente 2266,37 cm³) che implica automaticamente l'impossibilità –anche per gli acquirenti – di prendere parte alle gare, visto e considerato che la classe di cilindrata entro cui eventualmente competere con la rivale Alfa Romeo è quella il cui limite è fissato nei 2000 centimetri cubici. È comunque la classe stessa della nuova vettura – che pesa anche quasi un quintale in più - ad indicare senza ombra di dubbio quale sia la effettiva destinazione del veicolo.
Oltre che per l'innalzamento della cilindrata (la potenza è però inferiore a quella del “due litri” della B22, 87 HP contro 90) il motore della “seconda serie” presenta una nuova fusione del blocco cilindri, nuovi supporti dell'albero motore Vandervell a guscio sottile (anziché in metallo bianco) e un nuovo filtro dell'olio.

Il bagaliaio

Posto di guida

La B12 si caratterizza anche per una nuova sospensione posteriore (ora del tipo De-Dion, ovvero a ruote semi indipendenti) e per una linea che, pur conservando l'armoniosità e la pulizia della precedente, è volutamente più imponente (alcuni lamierati sono per l'appunto ridisegnati) ed è ravvivata da un frontale con una nuova fanaleria (che comprende ora gli antinebbia) e da una coda in cui il profilo del bagagliaio è più pronunciato (il vano bagagli è più ampio, con la ruota di scorta in posizione verticale). Ma i particolari che fanno di questa seconda serie, che è anche la berlina italiana di maggior cilindrata di quel periodo, una vera e propria “ammiraglia” sono innumerevoli: si va dai vetri azzurrati al fanalino per la retromarcia, dallo spruzzatore lavacristallo alla ruota di scorta ricoperta da una custodia protettiva (per impedire che la ruota venga a contatto con i bagagli). E ancora: lunotto ampliato, nuovo elegante volante nero, nuovo cruscotto e nuova strumentazione, poggiabraccia retrattile inserito al centro del sedile anteriore, deflettori ai vetri delle porte anteriori, nuovi e più robusti paraurti in ottone cromato, bordini sui passaruota.

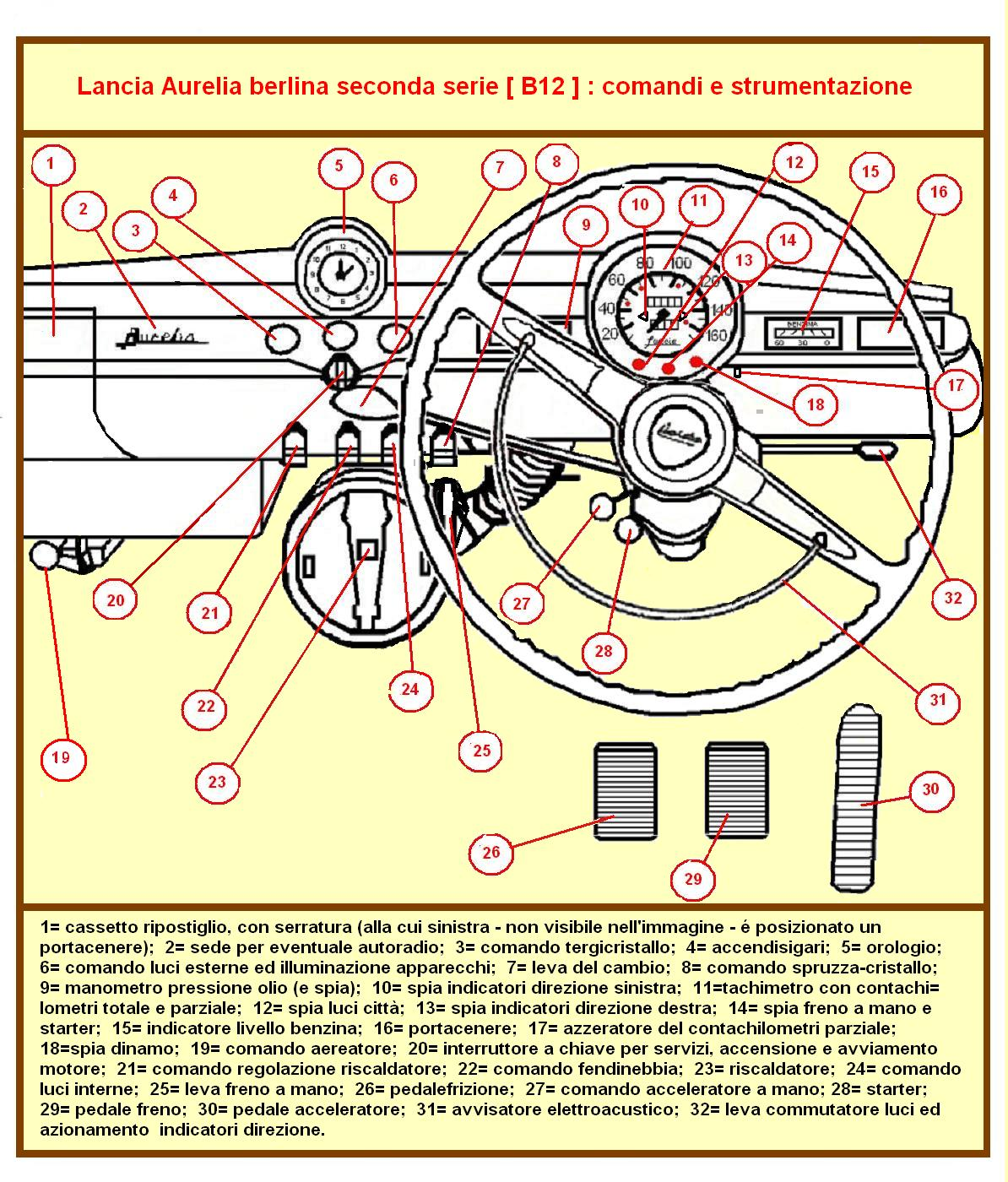
Il cruscotto e i comandi

Travolta dalle vicende che travagliano la Casa torinese nel 1955 culminate nell'abbandono di Gianni Lancia, questa pur apprezzabile berlina-ammiraglia viene costruita in appena 2.400 unità nel biennio 1954-55: non male, comunque, le vendite all'estero di questo modello, che, malgrado un prezzo di vendita come sempre molto superiore rispetto a quelli praticati dalla concorrenza, hanno sfiorato il 20% della produzione. La B12 ha dunque vita breve, un biennio (1954/55), dopodiché la nuova proprietà Lancia, che mantiene in vita la coupé B20 e la spyder B24, decreta invece la fine della berlina Aurelia, per sostituirla con la monumentale Flaminia, che tuttavia verrà messa in commercio soltanto nella seconda metà del 1957.
Nei due anni di produzione, non risulta che alla B12 siano state apportate modifiche di un certo rilievo.
Da segnalare il fatto che le richieste per la “guida a sinistra” cominciano a farsi sentire tanto che delle 2.400 unità costruite, più del 40% (1020 pezzi) hanno il volante posizionato in quella posizione: è un segno dei tempi, nel senso che la tradizionale posizione a destra del volante – che non facilita i sorpassi – mal si concilia con le esigenze del traffico, in rapido crescendo.
La berlina B12, dunque, viene prodotta fino al gennaio 1956 e rimane nei listini (evidentemente per lo smaltimento delle scorte) fino all'aprile del 1957. Poi sarà la volta della Flaminia, il cui prototipo, uscito nel 1956, avrà una carrozzeria ispirata chiaramente a quella realizzata l'anno prima dalla Pininfarina (“Florida a 4 porte”) su un autotelaio Aurelia B56 da 2,3 litri.

## Le concorrenti delle Aurelia berlina

L'Alfa Romeo 1900, la prima delle rivali dell'Aurelia

Praticamente sin dalla nascita, l'Aurelia ha dovuto fronteggiare una agguerritissima concorrente nazionale: la "1900" dell'Alfa Romeo, una vettura avente caratteristiche e prezzo assai simili.
La 1900 Alfa aveva un carattere più vivace e meglio si prestava all'impiego sportivo ed agonistico, mentre l'Aurelia, meglio rifinita, si distingueva per la confortevolezza e, comunque, per prestazioni velocistiche che - nelle versioni con motore da 2 litri - non erano poi distanti da quelle della cugina milanese.
Sul mercato italiano, oltre che dalla Alfa Romeo 1900, l'Aurelia viene contrastata anche da un prodotto Fiat, uscito alla fine del 1952, la "1900" nelle versioni berlina normale e Granluce. La concorrenza è però più apparente che reale, dal momento che le prestazioni e la classe del prodotto Fiat (che deriva dalla più modesta "1400"), per quanto non disprezzabili, non possono essere paragonate a quelle dei corrispondenti modelli Alfa Romeo e Lancia.
All'estero, il prodotto Lancia è da sempre apprezzato ma poco diffuso a causa del prezzo elevato. Le rivali naturali dell'Aurelia sul libero mercato della Svizzera, ad esempio, sarebbero la Mercedes 170, la Rover 75 e la Citroën Traction Avant nella versione "top" (la 15 a 6 cilindri da 2,8 litri) ma i prezzi praticati nel 1951 parlano chiaro: la Citroën (che ha scarse doti velocistiche ma offre un comfort impareggiabile) è offerta a 11.800 Franchi Svizzeri, la Mercedes-Benz a 12.700, la Rover a 13.500, l'Aurelia B10 ha invece un prezzo di 16.800 Franchi (appena 1000 in meno di una berlina Jaguar da 3,4 litri).
Questa situazione, peraltro, si mantiene anche negli anni successivi, per cui la diffusione dell'Aurelia all'estero ne risulta frenata.
Il prezzo di vendita dell'Aurelia, infatti, rimane il più elevato della categoria, anche quando escono le "due litri" B21 e B22 e nel biennio 1954-55 quando l'Aurelia migliora in qualità e si trasforma in vera e propria berlina di lusso (con la B12 da 2,3 litri).
Soltanto nel 1956 - forse al fine di smaltire più rapidamente le scorte - i prezzi di vendita della B12 all'estero calano sensibilmente, ma ormai la vettura è fuori produzione.

La Fiat 1900 berlina, uscita alla fine del 1952
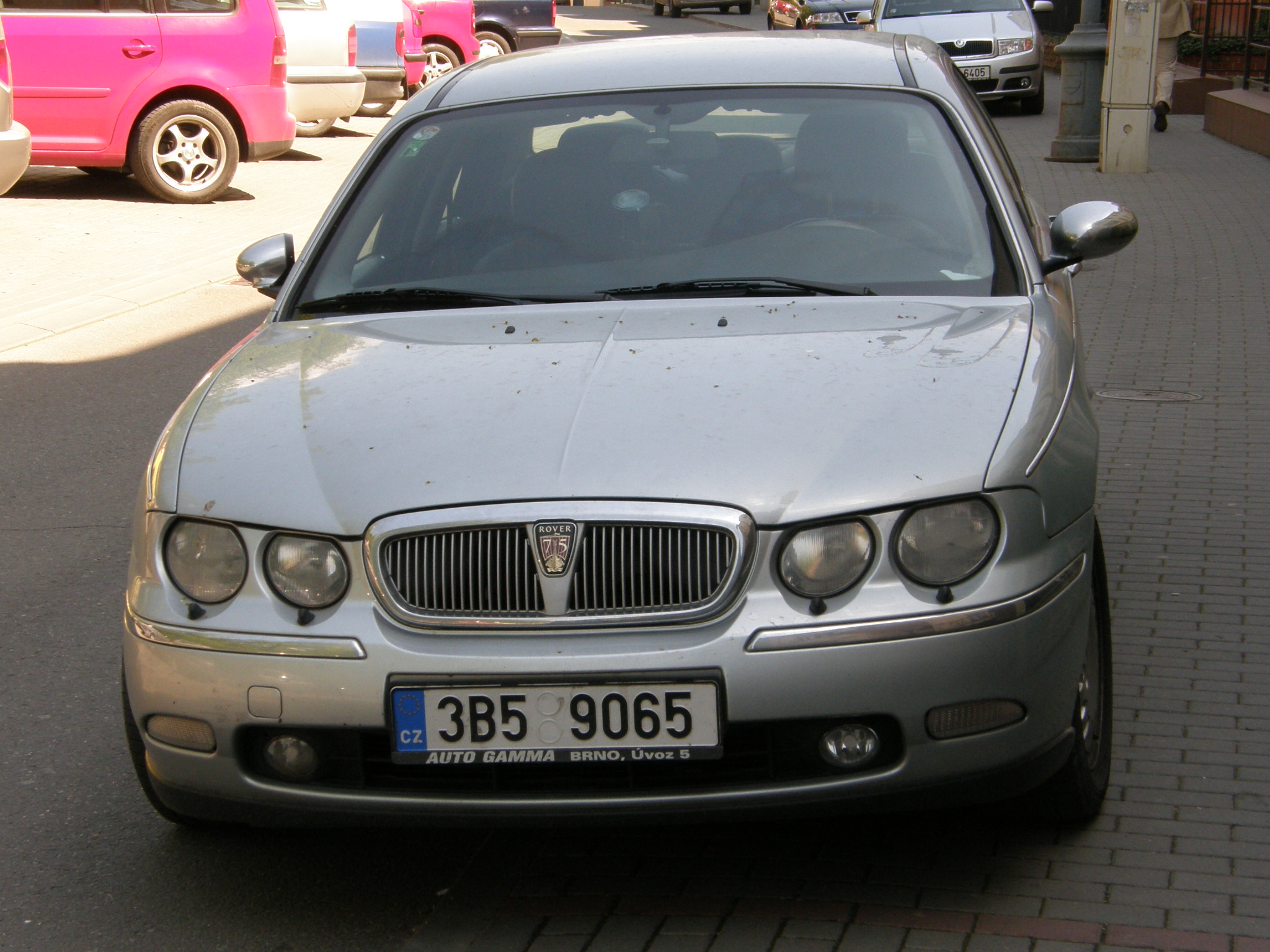
La Rover 75, una delle vetture "rivali" dell'Aurelia
Altra rivale dell'Aurelia: la Citroen "15" a 6 cilindri
La Mercedes 170S berlina del 1951

## Le Aurelia da competizione

Una B22 da corsa (nella fattispecie quella targata TO142841) mentre disputa il Rallye del Sestriere nel febbraio 1953

L'Aurelia è il primo modello Lancia ad ottenere notevoli successi sportivi anche a livello internazionale.
Le qualità velocistiche si sono rivelate sin dalle prime uscite in corsa, quando a gareggiare è stata la "pacifica" berlina B10 (con motore di cilindrata da 1 litro e 3/4), ma il salto di qualità avviene l'anno dopo, nel 1951, quando esce la B20 coupé da 2 litri e quando anche la berlina può essere dotata del motore maggiorato (modello B21).
Analizzando in particolare i risultati sportivi ottenuti dalla berlina anno per anno, si può notare che, se nel 1951 il dominio dell'Aurelia è stato assoluto perché la rivale Alfa Romeo 1900 ancora non era stata omologata nella categoria Turismo Nazionale, nell'anno successivo, quando la rivale milanese comincia a scendere in lizza, il dominio Aurelia rallenta parecchio ed in diverse occasioni l'Aurelia è costretta a cedere le armi.
Nel 1953, quando la Lancia mette in campo le più potenti B22, la lotta sembrerebbe volgere a favore dell'Aurelia, sennonché l'Alfa Romeo si rifà prontamente e definitivamente grazie alla nuova 1900 Turismo Internazionale che monta il motore da 100 cavalli della Sprint.
Le Aurelia hanno gareggiato tanto nella categoria Turismo quanto nella Gran Turismo o nella Sport: ciò in funzione dei regolamenti via via succedutisi, del modello (berlina B10/B21/B22 oppure coupé B20-2000/B20-2500 oppure B24) e dell'eventuale grado di “preparazione/elaborazione” della singola vettura.
All'inizio del 1953 la Lancia decide di impegnarsi più attivamente anche nel settore delle vetture della categoria Turismo Internazionale e dunque allestisce alcune berline del tipo più potente, il B22, con l'intento di farle scendere in gara. Di certo si conoscono i dati di tre B22 speciali (telai numeri 1142,1263 e 1266, motori numeri 1145, 1379 e 1380, targhe TO 142842,142841 e 142845), ma pare che la Casa abbia preparato un numero imprecisato di altre B22 speciali, con numeri di telaio compresi tra 1258 e 1271.
Anche se non esistono dati precisi, evidentemente queste B22 speciali montano motori potenziati (si parla di un centinaio - probabilmente abbondante - di cavalli a 5000 giri/minuto) e, probabilmente, sono alleggerite rispetto alle berline di serie, dalle quali comunque non si differenziano esteticamente (alcune di esse montano talvolta fari supplementari - uno centrale e/o due laterali - ma ciò non consente di individuarle con certezza perché anche altre berline Aurelia - ufficiali e no - vengono spesso dotate di uno o più fari supplementari).
La “carriera” di questo modello si interrompe quasi subito a seguito di una controversia legale-sportiva che coinvolge Lancia, Alfa Romeo e l'Autorità competente (ovvero la Commissione Sportiva Automobilistica Italiana) e che induce la Casa torinese a desistere dal competere in questa categoria: ciò non impedisce che poi alcuni privati impieghino in gara (anche con successo) le loro B22.

## Prove su strada

### B10
La sola rivista che sottopone a test con misurazioni la berlina B10 è “The Motor”, che nella sua pubblicazione annuale denominata “The Motor Year Book 1951” pubblica una tabella riassuntiva dei rilevamenti effettuati.
Dalla tabella si evincono queste prestazioni “misurate”
- velocità massima (miglior passaggio) in IV marcia=86 mph (138,4 km/h)
- 'velocità massima nelle marce inferiori: in II 46 mph (74 km/h), in III 65 miglia/h (104 km/h)
- accelerazione da fermo a 40 mph (64,4 km/h) in 10,4”
- accelerazione da fermo a 60 mph (96,6 km/h) in 24,8”
- il quarto di miglio (402,3 metri) percorso da fermo in 23,4”
- ripresa: in IV marcia, per passare da 20 a 40 mph (da 32,2 a 64,4 km/h) si impiegano 16,4”
- ripresa, in IV marcia, per passare da 40 a 60 mph (da 64,4 a 96,6 km/h) si impiegano 18,4”
- consumo a velocità costante: a 64,4 km/h si percorrono 10,6 km con 1 litro, mentre alla velocità di 96,6 km/h se ne percorrono 9,2
- consumo medio rilevato durante la prova: percorsi 9,55 km con 1 litro di carburante

Si tratta di prestazioni tutto sommato buone, anche se confrontate con quelle ottenute da due vetture di classe o cilindrata vicine a quella della Aurelia, coma emerge dalla sotto-riportata tabella.
| Marca e modello    | Prezzo in Svizzera (1951) (Franchi) | n° e posiz. cilindri | Cilindrata (cm³) | Potenza max (HP) | Lunghezza x larghezza (cm) | Velocità (km/h) | Velocità (km/h) | Velocità (km/h) | Accelerazione (secondi) | Accelerazione (secondi) | Accelerazione (secondi) | Ripresa in IV marcia (secondi) | Ripresa in IV marcia (secondi) | Consumo in IV marcia   | Consumo in IV marcia   |
| Marca e modello    | Prezzo in Svizzera (1951) (Franchi) | n° e posiz. cilindri | Cilindrata (cm³) | Potenza max (HP) | Lunghezza x larghezza (cm) | in II           | in III          | (in IV)         | 0-64,4 km/h             | 0-96,6 km/h             | 1/4 di miglio           | da 32,2 a 64,4 km/h            | da 64,4 a 96,6 km/h            | a 64,4 km/h (costanti) | a 96,6 km/h (costanti) |
| ------------------ | ----------------------------------- | -------------------- | ---------------- | ---------------- | -------------------------- | --------------- | --------------- | --------------- | ----------------------- | ----------------------- | ----------------------- | ------------------------------ | ------------------------------ | ---------------------- | ---------------------- |
| Lancia Aurelia B10 | 16.800                              | 6 cil. a V           | 1754             | 56               | 442,0x156,0                | 74              | 104             | 138,4           | 10,4”                   | 24,8”                   | 23,4”                   | 16,4”                          | 18,4”                          | 10,6 km/lt             | 9,2 km/lt              |
| Mercedes 170 S     | 12.700                              | 4 cil. in linea      | 1767             | 52               | 446,0x168,0                | 61              | 92              | 121,0           | 10,5”                   | 29,0”                   | 25,0”                   | 14,9”                          | 19,8”                          | 12,4 km/lt             | 10,1 km/lt             |
| Rover 75           | 13.500                              | 6 cil. in linea      | 2103             | 75               | 458,0x167,0                | 72              | 100             | 134,4           | 9,1”                    | 21,6”                   | 22,0”                   | 12,3”                          | 15,7”                          | 10,6 km/lt             | 8,3 km/lt              |

Quanto al comportamento su strada della B10, le “impressioni di guida” dell'epoca (come del resto quelle riscontrate in epoca più recente dalle riviste specializzate del settore delle auto storiche) parlano di una vettura un po' sottodimensionata quanto a potenza del motore (soprattutto le si imputa un rapporto peso/potenza un po' alto) con una tenuta di strada ottima ma “difficile” (nel senso che il massimo di efficienza è ottenibile solo se la guida è affidata ad un conducente davvero esperto) e di un impianto frenante non all'altezza, soggetto oltretutto facilmente al fenomeno del fading (ovvero al surriscaldamento, con conseguente forte diminuzione – fin quasi all'azzeramento - dell'azione frenante).
Tra i pregi riconosciuti, l'elasticità del propulsore (che consente di riprendere abbastanza rapidamente da bassa velocità anche in quarta marcia), il ridotto coricamento laterale in curva, la confortevolezza di marcia in genere.

### B21

La Mercedes 220 berlina (1953)

Nell'ottobre del 1953 la testata svizzera “Revue Automobile” sottopone ad una prova su strada assai completa (più di 5.000 km percorsi) una berlina B21: il resoconto appare nel fascicolo della rivista datato 7 gennaio 1954. La vettura riceve più lodi che critiche, anche se viene giudicata sostanzialmente più adatta per una guida tranquilla e rilassata (ancorché brillante) piuttosto che per una andatura molto nervosa e sportiva. Buone sono risultate l'elasticità di marcia, l'aderenza (attribuita all'ottimale ripartizione dei pesi tra i due assali), la marcia in salita, l'accessibilità all'abitacolo. Discreti i freni (che peraltro pare non abbiano manifestato problemi nel corso della prova). Qualche critica allo sterzo (reazioni sullo sconnesso) ed alla visibilità anteriore. Riscontrata una certa tendenza al sovrasterzo nelle curve strette affrontate in velocità. Criticata infine la posizione della ruota di scorta nel bagagliaio.
Questi, comunque, i risultati dei rilevamenti effettuati:
- velocità massima km/h 142,0 in IV (miglior passaggio, con vento favorevole, km/h 150,0)
- velocità massime (km/h) ottenute nelle marce inferiori: I=55, II=86, III=120
- accelerazione da fermo a 50, a 80 ed a 100 km/h: rispettivamente 6,3”, 13,4” e 19,3”
- ripresa in IV marcia: da 20 a 50 km/h in 9,8”
- ripresa in IV marcia, da 50 a 80 km/h in 10,0”
- consumo medio riscontrato negli oltre 5.000 km della prova: 11,7 litri ogni 100 km (8,55 km/litro)
- consumo medio riscontrato ad andatura turistica, litri 10,4 ogni 100 km (9,62 km/litro)
- consumo medio riscontrato nei tratti alpini in salita, ad andatura brillante, litri 15,4 ogni 100 km (6,49 km/litro)
- consumo medio riscontrato in città: litri 14 ogni 100 km (7,14 km/litro)
- diametro di sterzata misurato agli spigoli della carrozzeria: m 11,40 (a destra) e 11,60 (a sinistra)

Nello stesso periodo, due vetture rivali della B21 sono state sottoposte – sempre dalla “Revue Automobile” - ad una analoga prova su strada: l'Alfa Romeo 1900 (nella versione munita di carburatore a doppio corpo) e la Mercedes 220.
I prezzi delle tre vetture, alla fine del 1953, risultano di 22.600 Franchi per l'Aurelia B21 e di 21.300 Franchi per la 1900 dell'Alfa Romeo, mentre la Mercedes 220, che però ha una linea più antiquata, è offerta a soli 17.400 Franchi.
Questi i risultati dei rilevamenti, che possono essere messi a confronto con quelli della B21.
| Marca e modello     | Prezzo in Svizzera (1953) (Franchi) | n° e posiz. cilindri | Cilindrata (cm³) | Potenza max (HP) | Lunghezza x larghezza (cm) | Velocità (km/h) | Velocità (km/h) | Velocità (km/h) | Velocità (km/h) | Accelerazione (secondi) | Accelerazione (secondi) | Accelerazione (secondi) | Ripresa in IV marcia (secondi) | Ripresa in IV marcia (secondi) |
| Marca e modello     | Prezzo in Svizzera (1953) (Franchi) | n° e posiz. cilindri | Cilindrata (cm³) | Potenza max (HP) | Lunghezza x larghezza (cm) | in I            | in II           | in III          | max             | 0–50 km/h kmh           | 0–80 km/h               | 0–100 km/h              | da 20 a 50 km/h                | da 50 a 80 km/h                |
| ------------------- | ----------------------------------- | -------------------- | ---------------- | ---------------- | -------------------------- | --------------- | --------------- | --------------- | --------------- | ----------------------- | ----------------------- | ----------------------- | ------------------------------ | ------------------------------ |
| Lancia Aurelia B21  | 22.600                              | 6 cil. a V           | 1991             | 69,5             | 442,0x156,0                | 55              | 86              | 120             | 142             | 6,3”                    | 13,4”                   | 19,3”                   | 9,8”                           | 10,0”                          |
| Mercedes 220        | 17.400                              | 6 cil. in linea      | 2195             | 80               | 451,0x168,0                | 55              | 76              | 114             | 142             | 5,5”                    | 12,0”                   | 19,0”                   | 10,5”                          | 10,5                           |
| Alfa Romeo 1900 [a] | 21.300                              | 4 cil. in linea      | 1884             | 90               | 440,0x160,0                | 58              | 85              | 120             | 161             | 5,8”                    | 12,6”                   | 19,0”                   | 11,0”                          | 11,0”                          |

Nota: [a] versione munita di carburatore “doppio corpo”

### B22
Probabilmente a causa del breve periodo di commercializzazione, la B22 non risulta sia mai stata sottoposta a prova su strada.
Nel numero 127 del mese di aprile 1999, la rivista di auto d'epoca “Ruoteclassiche” riporta comunque le impressioni di guida di una B22. L'articolo è corredato da una tabella con i dati di velocità, accelerazione e ripresa effettivamente riscontrati. Ovviamente, occorre tenere nel debito conto del fatto che la vettura provata aveva sulle spalle quasi 50 anni di vita e che certamente non era stata spremuta al limite. In ogni caso, queste le prestazioni registrate nell'occasione:
- velocità massima: 149,3 km/h
- un chilometro con partenza da fermo, percorso in 39,6”
- accelerazione da fermo a 60, 80 e 100 km/h: rispettivamente 8,3”, 14,3” e 22,2”
- un chilometro con partenza da 40 km/h, in IV marcia, in 40,6”
- ripresa in IV, da 40 a 60 km/h: 9,1”
- ripresa, in IV, da 40 a 80 km/h: 18,9”
- ripresa, in IV, da 40 a 100 km/h: 27,8”

Si tratta di risultati non disprezzabili, anche se probabilmente distanti da quelli che la vettura era in grado di ottenere nel 1952/53.

### B12
La Lancia Aurelia berlina seconda serie, tipo B12, è stata sottoposta ad un breve test su strada dalla rivista svizzera “Revue Automobile” (il resoconto appare sul numero 8 del febbraio 1955), mentre “The Autocar” effettua una prova in cui i rilevamenti e le misurazioni sono più completi.
Secondo la “Revue Automobile”, la B12 è più confortevole ed ha un comportamento più dolce ed omogeneo rispetto a quello della B21, grazie al nuovo retrotreno ed alle sospensioni più morbide che peraltro accentuano il rollio (ovvero l'inclinazione) in curva. Migliorata, sempre secondo quanto riportato dalla testata svizzera, la tenuta in curva, dove è molto meno accentuato l'effetto sovrasterzante (che era stato criticato a proposito della B21).
I rilevamenti effettuati dalla “Revue Automobile” riguardano soltanto l'accelerazione e sono i seguenti:
- da fermo a 50 km/h: 5,8”
- da fermo a 80 km/h: 11,6”
- da fermo a 100 km/h: 17,9”

Secondo invece “The Autocar” (che muove qualche critica alla frizione), i dati misurati sono:
- velocità massima: km/h 145,6 (miglior passaggio km/h 148,0)
- velocità massime nelle varie marce (km/h): I=58; II= 87; III=128
- accelerazione, da fermo a 48 km/h: 5,0”
- accelerazione, da fermo a 81 km/h: 11,8”
- accelerazione, da fermo a 97 km/h: 17,9”
- accelerazione, da fermo a 113 km/h: 24,7”
- accelerazione, da fermo a 129 km/h: 33,2”
- ripresa, in IV marcia, da 32 a 64 km/h: 11,9”
- ripresa, in IV marcia, da 32 a 97 km/h: 25,4”
- consumo medio: litri 12,35 ogni 100 km (8,1 km/litro)

Un confronto di prestazioni e prezzi con vetture della medesima classe della B12 (e con cilindrata simile) è riportato nella tabella che segue:
| Marca e modello    | Prezzo in Svizzera (1956) (Franchi) | n° e posiz. cilindri | Cilindrata (cm³) | Potenza max (HP) | Lunghezza x larghezza (cm) | V.max (in IV) (km/h) | Accelerazione (secondi) | Accelerazione (secondi) | Accelerazione (secondi) | Rivista che ha effettuato il test |
| Marca e modello    | Prezzo in Svizzera (1956) (Franchi) | n° e posiz. cilindri | Cilindrata (cm³) | Potenza max (HP) | Lunghezza x larghezza (cm) | V.max (in IV) (km/h) | 0–80 km/h               | 0–100 km/h              | 0–120 km/h              | Rivista che ha effettuato il test |
| ------------------ | ----------------------------------- | -------------------- | ---------------- | ---------------- | -------------------------- | -------------------- | ----------------------- | ----------------------- | ----------------------- | --------------------------------- |
| Lancia Aurelia B12 | 18.800                              | 6 cil. a V           | 2266             | 87               | 448,5x156,0                | 146                  | 11,6”                   | 17,9”                   | 28,0”                   | The Autocar                       |
| Mercedes 220-A     | 16.900                              | 6 cil. in linea      | 2195             | 85               | 471,5x174,0                | 152                  | 11,8”                   | 17,3”                   | 26,7”                   | Revue Automobile                  |
| Humber Hawk        | 12.535                              | 4 cil. in linea      | 2267             | 75               | 461,0x183,0                | 128                  | 16,2”                   | 26,8”                   | 48,1”                   | Revue Automobile                  |

## Schemi periodi commercializzazione Aurelia berlina
| Le berline Aurelia          | Le berline Aurelia                 | Le berline Aurelia                   | Le berline Aurelia                         | Le berline Aurelia                                | Le berline Aurelia                      | Le berline Aurelia |
| --------------------------- | ---------------------------------- | ------------------------------------ | ------------------------------------------ | ------------------------------------------------- | --------------------------------------- | ------------------ |
|                             | Prima serie                        | Prima serie                          | Prima serie                                | Prima serie                                       | Seconda serie                           |                    |
| Periodo commercializzazione | B10-B10S (1755 cm³) Modello "base" | B21-B21S (1991 cm³) Modello "veloce" | B15-B15S 7 posti Modello "limousine lunga" | B22-B22S (1991 cm³) Modello "ad alte prestazioni" | B12-B12S (2267 cm³) Modello "unificato" |                    |
| 1950                        | da maggio                          | ---                                  | ---                                        | ---                                               | ---                                     |                    |
| 1951                        | anno intero                        | da aprile                            | ---                                        | ---                                               | ---                                     |                    |
| 1952                        | anno intero                        | anno intero                          | da aprile                                  | da ottobre                                        | ---                                     |                    |
| 1953                        | anno intero                        | anno intero                          | sino a giugno                              | anno intero                                       | ---                                     |                    |
| 1954                        | sino a marzo                       | sino a marzo                         | ---                                        | sino a marzo                                      | da aprile                               |                    |
| 1955                        | ---                                | ---                                  | ---                                        | ---                                               | anno intero                             |                    |
| 1956                        | ---                                | ---                                  | ---                                        | ---                                               | anno intero                             |                    |
| 1957                        | ---                                | ---                                  | ---                                        | ---                                               | sino ad aprile                          |                    |

## Dati produttivi, per modello e per anno
| Dati produzione Aurelia berlina | Dati produzione Aurelia berlina | Dati produzione Aurelia berlina | Dati produzione Aurelia berlina | Dati produzione Aurelia berlina | Dati produzione Aurelia berlina | Dati produzione Aurelia berlina |
| ------------------------------- | ------------------------------- | ------------------------------- | ------------------------------- | ------------------------------- | ------------------------------- | ------------------------------- |
| Anni                            | B.10                            | B.21                            | B.15                            | B.22                            | B12                             | Totale per anno                 |
| 1950                            | 954                             | ---                             | ---                             | ---                             | ---                             | 954                             |
| 1951                            | 2994                            | 1118                            | ---                             | ---                             | ---                             | 4112                            |
| 1952                            | 1326                            | 2123                            | 61                              | 294                             | ---                             | 3804                            |
| 1953                            | 177                             | 539                             | 20                              | 780                             | ---                             | 1516                            |
| 1954                            | ---                             | ---                             | ---                             | ---                             | 995                             | 995                             |
| 1955                            | ---                             | ---                             | ---                             | ---                             | 1372                            | 1372                            |
| 1956                            | ---                             | ---                             | ---                             | ---                             | 33                              | 33                              |
| Totale per modello              | 5451                            | 3780                            | 81                              | 1074                            | 2400                            | 12786                           |